# 不死之身 (2015年电影)
《不死之身》是一部2015年加拿大与美国合拍的恐怖喜剧电影，由杰森-克劳奇克编剧并导演。该片2015年3月17日全球首映，由亨利·罗林斯饰演杰克，他是一位不死的食人族独行侠。制片方宣布，他们计划制作一部本片的续集和迷你剧，仍以杰克为主角；其剧本后来被改编成了《不死之身》，于2019年上映。
2013年11月，《不死之身》在多伦多启动拍摄，并于同年12月结束。这部电影在多个视频网站和 DVD上发行，2016年3月18日在Netflix上映。

## 剧情梗概
杰克为自己的生活制定了一套作息表，他遵循这一安排来抑制自己成为吸血鬼，从而避免产生吃人的欲望。除了定期到当地餐馆、教堂做礼拜、玩宾果游戏，和去医院找实习医生杰里米买血外，他大部分时间都呆在家里不与人接触。一次旅行回家后，杰克遇到了正在寻找杰里米的黑帮成员：史蒂夫和肖特。
杰克规律的作息被前女友吉莉安的电话打断。吉莉安让他去找已经成年的女儿——安德里亚。杰克很生气，答应去找，但是他不想跟吉莉安再接触了。他找到安德里亚，把她带到他经常光顾的饭馆里。在那里，她遇见了卡拉，这位女服务员非常喜欢杰克。当杰克与安德里亚逐渐变得亲密时，他恍惚间看到一位留着山羊胡，头戴波比帽的老人。老人成功地阻止了史蒂夫和肖特绑架杰里米。杰克惊讶地发现，安德里亚也可以看到那个人，以前只有杰克才能看到他。
为了报仇，史蒂夫和肖特想杀了杰克，但是杰克反将肖特杀害，并把他吃掉，这也缓解了他对人肉的渴望。杰克担心他会伤害到安德里亚，于是把她赶出了公寓。没过多久，杰克就把他那个讨厌的邻居给吃了。后来，他在城里四处游荡，想找陌生人搏斗，但他们对杰克的挑衅置若罔闻。后来，杰克遇见了三个年轻人，他们打架，最后他杀掉了几个人。杰克接到了黑帮的电话，说吉利安已经被杀，安德里亚被绑架，如果他不投降，他就要杀了她。杰克和黑帮头目亚历克斯对质，他认为亚历克斯应该负责任，但是亚历克斯否认他参与了绑架案。
恼羞成怒的杰克来到餐厅，给了卡拉一百万美元作为贿赂，想让他帮忙救出安德里亚。她发现杰克简直就像《圣经》里的凯恩。杰克终于明白为什么黑帮会追杀杰里米：他以还学生贷款的名义借了一大笔钱，却拿去挥霍。他得知了安德里亚的位置，于是去救她。亚历克斯说，他绑架安德里亚是为了报复杰克，因为他杀害自己的父亲，而安德里亚曾经是杰克帮派的成员。就在杰克准备杀死亚历克斯的时候，那个留着山羊胡子的男人出现了，这让杰克怒火中烧。杰克想知道为什么这个男人没有杀了他。最终，杰克选择了放过亚历克斯，并帮助安德里亚就医。在卡拉和安德里亚离开之前，杰克向亚历克斯保证，有朝一日他会见到那个留着山羊胡子的男人。他们走后，山羊胡男子走到重伤的亚历克斯面前，大声地向他打着招呼，声音洪亮，像是来自另一个世界。

## 演员表
- Henry Rollins as Cain|Jack / Cay'in (Cain) / Vlad the Impaler
- Booboo Stewart as Jeremy
- Steven Ogg as Alex
- Jordan Todosey as Andrea K. Huntsman
- Kate Greenhouse as Cara
- James Cade as Short
- Michael Cram as Tim
- David Richmond-Peck as Steve
- Elias Edraki as Ben
- Walter Alza as Derrick
- Don Francks as Devil|The Man with the Goatee
- Aron Tager as an announcer
- Mary Elaina Brisebois as Gillian Huntsman (voice)

## 续集与翻拍
2014年10月，出品方宣布,108传媒公司购买了《不死之身》迷你剧版权，进一步续写影片的故事以及主角杰克的经历。导演克劳奇克将担任这部迷你剧的导演，罗林斯将饰演杰克。同时也打算直接制作一部续集。但是，这个计划最终失败了。
2019年4月，由奥黛丽·卡明斯执导、奥卢尼克·阿德利伊主演的电影《不死之女》。克劳奇克形容这部电影是《不死之身》的翻拍，影评人称这部电影为续集，而这无论是对电影本身还是对演员阿德利伊都是如此。Krawczyk对剧本进行了改编，把杰克的角色改编成了一位身处类似境况的独行侠，电影本身的背景设定仍然与《不死之身》相同。

## 影片反响
人们普遍认为，电影《不死之身》大体上是让人满意的。Film School Rejects和Dread Central都给予了积极的评价。Film School Rejects写道：“（影片）几乎完全得益于罗林斯那令人捧腹大笑的角色演绎和台词上，而影片中的暴力画面和对角色细节上的刻画同样有趣。”而We Got This Covered对《不死之身》的评价则褒贬不一，他们认为这是一部拒绝自我定义的类型电影，但是随着电影问题的不断出现，电影也越来越让人厌烦。

## 电影原声带
- He's Got The Whole World In His Hands by Charlie Kim
- (If) You Want Trouble by Nick Waterhouse
- Hate In My Heart by Inger Lorre & the chiefs of infinity
- Quiet Man by Judy Klass Band (demo song) recently cut by Mary Resek
- Melancholy Man by The Moody Blues
- Sellout by Sri
- I'm Gonna Count My Sheep by Missouri Jazz Band (uncredited song during Bingo scene)